# Comté de Douglas (Illinois)
Pour les articles homonymes, voir Comté de Douglas.
Le comté de Douglas est un comté situé dans l'État de l'Illinois, aux États-Unis. En 2000, sa population est de 4 922 habitants. Son siège est Tuscola.